# 筑北高速公路
贵阳－北海高速公路，简称筑北高速，中国国家高速公路网编号为G7522，是兰海高速公路的并行线之一，起点位于贵阳市，途经平塘县、天峨县、巴马瑶族自治县、南宁市，终点位于北海市。

## 分段情况

### 贵州段
贵阳（乌当）至平塘（黔桂界）高速公路，全长175.682公里，其中贵阳市乌当区境内15.56公里，黔南布依族苗族自治州境内160.12公里（龙里县境内25.25公里、贵定县境内59.65公里、平塘县境内75.22公里），设计时速100公里/小时，路基宽33.5米，全线六车道高速公路，项目总投资368.2亿元人民币。起点位于乌当区羊昌镇，衔接贵阳外环高速西段及  渝筑高速，终点位于平塘县四寨镇，顺接广西在建的天峨（黔桂界）至北海高速公路。

### 广西段
天峨（黔桂界）至北海高速公路，简称“峨北高速”，为《广西高速公路网规划（2018~2030年）》中的“纵10”，全长553公里。

#### 天峨至南宁高速公路
原编号： 峨南高速，由以下路段组成：
- 平塘至天峨（广西段）：主线起于黔桂界南丹县月里镇云阳关附近，顺接贵州乌当经平塘至天峨高速公路，终于天峨县刚岭坡附近，设双喇叭枢纽互通接入  丹峨高速，顺接天峨至凤山至巴马高速公路。主线全长59.092公里，其中南丹县53.880公里，天峨县5.212公里。采用双向六车道高速公路标准，沥青混凝土路面，设计速度为100公里/小时，路基宽33.5米[5]。

- 天峨经凤山至巴马段：主线起点位于河池市天峨县六排镇刚岭附近，与天峨（黔桂界）至北海公路平塘至天峨段顺接，经岜暮乡、东兰县金谷乡、凤山县砦牙乡、乔音乡、长洲乡、凤城镇、三门海镇、巴马瑶族自治县甲篆镇、西山乡、巴马镇，于  河百高速巴马北互通东侧与  贺巴高速都安至巴马段顺接。主线全长107.751公里，采用双向六车道高速公路标准，设计速度为100公里/小时，路基宽33.5米，采用沥青混凝土路面[6]。

- 巴马至姜圩段：主线起点位于巴马瑶族自治县西山乡林览村，接天峨经凤山至巴马段，于大化县羌圩乡接  都巴高速后，与都巴高速共线改扩建约8公里至洪筹村。主线全长56.901公里，其中巴马瑶族自治县23.49公里，东兰县4.11公里，大化县29.3公里。主线采用双向六车道高速公路标准，设计速度100公里/小时，路基宽度为33.5米[7]。

- 姜圩至平果段：主线起于大化县羌圩乡巴色屯附近，接都巴高速公路，经巴马瑶族自治县百林乡、平果市黎明乡、榜圩镇、凤梧镇，大化县共和乡、马山县永州镇，终点位于平果市四塘镇，接  马平高速，主线全长82.88公里，采用双向六车道高速公路标准，设计速度120公里/小时，路基宽度为34米，采用沥青混凝土路面[8]。

- 平果至南宁段：主线起点位于百色市平果市四塘镇，与巴马至平果段顺接，经武鸣区灵马镇、锣圩镇、隆安县丁当镇、西乡塘区金陵镇、双定镇、石埠街道，终点位于南宁市西乡塘区石埠北立交，通过石埠枢纽立交与  广昆高速及  南宁绕城高速连接，全长84.729公里，采用设计速度120公里/小时的双向六车道高速公路标准，路基宽度采用34米，采用沥青混凝土路面[9]。

#### 南宁至北海高速公路
原编号： 南北高速，主线起点位于南宁市邕宁区州同村，与  南宁外环高速相交，经邕宁区新江镇、百济镇，钦州市新棠镇、长滩镇、小董镇、平吉镇、那彭镇、那思镇，北海市合浦县乌家镇、沙岗镇，接廉州湾大道。路线全长145.908公里，采用高速公路设计标准，路基宽度为26.5米，设计速度120公里/小时，设收费站8处，服务区3处、养护工区2处。